# ФК Млада Болеслав
ФК Млада Болеслав e чешки професионален футболен отбор от град Млада Болеслав. Отборът е създаден през 1902 г. в Австро-Унгария. Играе домакинските си мачове на Градски стадион, който разполага с капацитет от 5000 седящи места. Клубът се състезава в най-високото ниво на чешкия клубен футбол – Гамбринус лигата. Носител на купата на Чехия за 2011 г.

## Успехи
в  Чехия: (1993-)
- Гамбринус лига:
  -  Сребърен медал (1): 2005/06
  -  Бронзов медал (2): 2006/07, 2013/14
- Купа на Чехия
  -  Носител (2): 2010/11, 2015/16
  -  Финалист (2): 2012/13
- 2 лига: (2 ниво)
  -  Шампион (1): 2003/04
- Бохемска футболна лига: (3 ниво)
  -  Шампион (1): 1997/98
- Дивизия С: (4 ниво)
  -  Шампион (1): 1996/97
- Министърска купа
  -  Носител (3): 2008, 2010, 2011
- Типспорт лига:
  -  Шампион (2): 2005, 2017

  Чехословакия: (1945 – 1993)
- Регионално състезание-Прага: (2 ниво)
  -  Шампион (1): 1951

в  Бохемия и Моравия: (1939 – 1944)
- Чехословашка селска дивизия: (2 ниво)
  -  Шампион (1): 1943/44

## Предишни имена
| Години      | Име |
| ----------- | --- |
| 1902 – 1910 | ССК „Млада Болеслав“ Studentský sportovní klub Mladá Boleslav                                                    |
| 1910 – 1919 | „Младоболеславски“ СК Mladoboleslavský Sportovní klub                                                            |
| 1919 – 1948 | „Астон Вила“ Aston Villa Mladá Boleslav                                                                          |
| 1948 – 1949 | „Сокол Астон Вила“ Sokol Aston Villa Mladá Boleslav                                                              |
| 1949 – 1959 | ЗСЕ „АЗНП Млада Болеслав“ Základní sportovní jednota Automobilové závody národní podnik Mladá Boleslav           |
| 1959 – 1965 | ТЕ „Спартак Млада Болеслав АЗНП“ Tělovýchovná jednota Spartak Mladá Boleslav Automobilové závody národní podnik) |
| 1965 – 1971 | ТЕ „Шкода“ Tělovýchovná jednota Škoda Mladá Boleslav)                                                            |
| 1971 – 1990 | ТЕ „АШ Млада Болеслав“ Tělovýchovná jednota Auto Škoda Mladá Boleslav                                            |
| 1990 – 1992 | ФК „Млада Болеслав“ Fotbalový klub Mladá Boleslav                                                                |
| 1992 – 1994 | ФК „Славия“ Fotbalový klub Slavia Mladá Boleslav                                                                 |
| 1994 – 1995 | ФК „Бохемианс“ Fotbalový klub Bohemians Mladá Boleslav                                                           |
| 1995 –      | ФК „Млада Болеслав“ Fotbalový klub Mladá Boleslav                                                                |